# Jamaran (fragata)
Jamaran é o navio líder da fragata iraniana da classe Moudge, lançada no início de 2010, em Bandar Abbas, no Irã. O país declarou que o projeto e a construção do Jamaran estavam entre as maiores realizações da Marinha Iraniana e o lançamento do navio representa um grande salto tecnológico para as indústrias navais do Irã. Mais navios da sua classe estão em construção para serem adicionados às frotas iranianas no Mar Cáspio e no Golfo Pérsico. O navio foi projetado para uma tripulação de 140 pessoas. O Jamaran combina ativos antissubmarinos com outros sistemas de armas capazes de lidar também com ameaças de superfície e aéreas.

## Classificação
Embora o Jamaran tenha sido descrito pela imprensa como um contratorpedeiro de mísseis guiado, em alguns círculos de análise militar ocidentais, como o Jane's Information Group e o GlobalSecurity.org, ele foi designado uma fragata com base em seu deslocamento; o último reconheceu que não existem "regras nesses assuntos". O comodoro Amir Rastegari, da Marinha Iraniana, observou que o Jamaran poderia ser descrito como uma fragata.

## Incidente de fogo amigo
Em 10 de maio de 2020, relatórios informaram que o Jamaran estava realizando um teste em um novo míssil antinavio que, por engano, trancou e atingiu o navio auxiliar iraniano Konarak. A Marinha iraniana relatou que 19 marinheiros foram mortos e 15 outros ficaram feridos no acidente do exercício naval que ocorreu na região sul do Irã, perto do Estreito de Ormuz.